# Аплит
Аплит је кисела магматска стена, диашистни жични еквивалент гранитске групе стена. Настаје кристализацијом киселих магми у Земљиној кори, и то унутар пукотина, након чега задобијају изглед жице.
Аплит изграђују:
- кварц,
- фелдспати,
- веома мале количине бојених минерала (лискуна или амфибола), који понекад и изостају.

Структура аплита је зрнаста. Често је панидиоморфно зрнаста, а ретко може бити и порфироидна. Текстура је масивна.
Границе аплитских жица према околним стенама су оштре. Беле су боје, понекад светлостиве. Увек су светлији од матичног плутона, који редовно прате.